# Сент-Юбер
Сент-Юбе́р — коммуна в Валлонии, расположенная в провинции Люксембург, округ Нёфшато. Принадлежит Французскому языковому сообществу Бельгии. 
Почтовый код: 6870. Телефонный код: 061.
Коммуна была названа в честь Святого Юбера и известна базиликой Святых Петра и Павла и аббатством.

## Население
На 1 января 2015 года в коммуне проживало 5652 человека, из них 50,04 % мужчин и 49,96 % женщин. Распределение по возрасту: 0–17 лет — 21,80 %, 18–64 лет — 60,45 %, старше 65 лет — 17,74 %.  Средний годовой доход на душу населения в 2003 году составлял 11 396 евро.
| Население коммуны в XIX—XXI веках |
| --------------------------------- |
|                                   |